# Presillas Bajas
Las Presillas Bajas es una localidad y pedanía española del municipio de Níjar, en la provincia de Almería. Está situada dentro del parque natural del Cabo de Gata-Níjar, muy próxima a Los Escullos. Sus casas son de planta baja y blanqueadas. Existe una era a la entrada del pueblo.
Esta pequeña localidad está rodeada de paisajes vírgenes y cuenta con una riqueza geológica y botánica, como adelfas, salvia o tomillos. Cerca de la localidad se puede apreciar la caldera volcánica de Majada Redonda.

## Población
Cuenta con 19 habitantes, incluidos en el núcleo de La Isleta del Moro. No dispone de ningún consultorio, por lo que la población ha de desplazarse a La Isleta para conseguir atención médica.

## Deporte

### Senderismo
Junto al pueblo existe un sendero (SL-A 101). El recorrido de 2.8 kilómetros es de sólo ida. Recorre una pequeña rambla salpicada de palmitos, acebuches, chumberas y esparto, entre otras plantas. Tiene un gran valor geológico al desembocar el sendero dentro de la caldera volcánica de la Majada Redonda.